# Somphu
Re Somphu, il cui nome regale fu Samdach Brhat-Anya Chao Jumbuya Raja Sri Sadhana Kanayudha  (Mueang Sua, 1486 – Mueang Sua, 1501), è stato il quindicesimo sovrano del Regno di Lan Xang, la cui capitale era Mueang Sua (detta anche Xieng Thong), l'odierna Luang Prabang, nel Laos settentrionale.
Divenne re nel 1495 dopo la morte del predecessore La Sen Thai, di cui era l'unico figlio.
Le cronache che lo menzionano  provengono dagli antichi annali di Lan Xang, di Lanna, di Ayutthaya e di Birmania, che differiscono tra loro. Gli annali di Lan Xang furono tradotti in altre lingue ed interpretati in diversi modi, dando luogo a controversie sull'attendibilità dei riferimenti storici. La principale tra le critiche che determinarono il cambiamento del testo originale, fu dettata dalla convinzione che molti degli avvenimenti storici fossero stati omessi o distorti nell'edizione originale a maggior gloria del regno. Gli avvenimenti e le date relative alla vita di Somphu non sono quindi pienamente attendibili.

## Biografia
Nacque nel 1486 nella capitale ed alla morte del padre, nel 1495, salì sul trono di Lan Xang all'età di 9 anni. Gli fu affiancato come reggente lo zio, principe Visun, fratello minore e primo ministro di La Sen Thai. Nei due anni di reggenza, Visun fece costruire il complesso templare del Wat Pupharam, dove vennero custodite le ceneri del defunto sovrano. Somphu divenne re effettivo e fu incoronato nel 1497. Lo zio Visun continuò a prestare servizio come primo ministro fino al 1500, quando usurpò il trono con il consenso dell'aristocrazia e divenne il sedicesimo re di Lan Xang con il nome regale Visunarat.
Somphu morì nel 1501 nella capitale all'età di 15 anni, durante i 5 anni di regno non furono registrati altri eventi significativi.